# Morten Remar
Morten Remar (født 9. maj 1960) er en dansk forfatter, sanger, sangskriver og musikproducer. Er det ene medlem af duoen Back to Back, der bl.a. hittede med nummeret Jonathan. og udgiver stadig nye sange på eget label, PopGun Records. Siden 2016 har han ligeledes skrevet en række bøger, hovedsageligt krimier.

## Karriere
Fra 1982-84 var han en del af bandet Bon-Bon, der nåede at udgive ét album. Han spillede også synthbas på Mænd i Blåts første album, Pet Of The Year, fra 1984.
I 1986 begyndte han at samarbejde med Nis Bøgvad under navnet Back to Back og brød for alvor igennem med sangen "Jonathan" fra albummet Crackstreet.. 
Efter albummet Gløder af håb opløstes duoen og Remar koncentrerede sig om sin karriere som solist og producer.
I 1993 udkom det engelsksprogede album Hey Mister Day og han medvirkede på DRs Åh Abe, var ophavsmand og medvirkende vært på DR B&U børneprogrammet Dig og mig og Vito,  for i 1998 at udgive albummet Solo.
Back to Back genoptog, i 1999, samarbejdet og udgav et opsamlingsalbum, en genforening, der i perioden 2000-2004 medførte yderligere to album, Solfanger og Popfiction inden samarbejdet atter ophørte.
Morten Remar tog derefter en pause fra musikken, kun afbrudt af en single sammen med Kristian Leth Lige Nu Og Her, som kom i 2009.
I 2011 udkom det fjerde soloalbum, In Person og det femte, Umulige Kærester, udkom i marts 2015.
Han har desuden skrevet sange og produceret for andre kunstnere såsom, Maria Montell, Ditlev Ulriksen, Anne Herdorf, Bech m.fl.
I 2016 blev Back to Back igen gendannet som liveband, booket af Copenhagen Booking. I 2019 skiftede de til Kaika Music i Aarhus. I dag bliver de booket gennem TBA Music.
I 2016 debuterede han som skønlitterær forfatter med romanen AMOK.
Dannede i 2019, Morten Remar & De Lykkelige Kværulanter, sammen med guitaristen og sangskriveren Jacob Mogensen. Bandet stil kan betegnes som en melodisk blanding af pop, jazz, vise og funk i den nordiske tradition med danske tekster om livets gang på godt og ondt. En dansk pendant til svenske, Bo Kaspers Orkester.
I dag er han bosiddende i Viborg og har tre børn med hustruen Katrine, hvor han skriver romaner, indspiller musik og indtaler lydbøger for forlag og forfattere.
Initiativtager til Viborg Sangskriver Uge 2024, der blev afviklet i påsken på Viborg Kulturskole.
Kulturambassadør i Viborg Kommune.

## Diskografi

### Bon-Bon
- 1983: Bon Bon, Artic Records

### Back to Back
- 1987: Det først album, Medley
- 1989: Crackstreet, Medley
- 1991: Gløder af håb, EMImedley
- 2001: Solfanger, Medley Records
- 2003: Popfiction, BTB Records

### Solo
- 1993: Hey Mister Day, EMI Records
- 1996: Dig og mig og Vito, Sony Music
- 1998: Solo, Sony Music
- 2012: In Person, Target Records
- 2013: Jeg Kommer Hjem Nu (En julesang), Target Records
- 2015: Umulige Kærester, Target Records
- 2015: Endelig Jul (single) Target Records
- 2021: Ticket for Two (single) PopGun Records
- 2021: Until the Morning Comes (single) PopGun Records
- 2022: Wish Upon a Star (single) PopGun Records
- 2022: Beneath a Sun (single) PopGun Records
- 2023: True to You (single) PopGun Records
- 2024: Crazy world (single) PopGun Records
- 2024: Uerstettelig (single) PopGun Records

### Morten Remar & De Lykkelige Kværulanter
- 2020: Morten Remar & De Lykkelige Kværulanter (debut-album), Magnolia Records
- 2022: Hun Kom Med En Sommer, Magnolia Records
- 2023: Hul I hovedet, Magnolia Records
- 2025: Ingen titel, Magnolia Records (udkommer medio april)

### Andet
- 2009: Maria Montell, "Bang Bang Boogie" (single), Borderbreakers
- 2009: Leth & Remar, "Lige nu og her" (single), Speed of Sound
- 2010: Popgun, "What a wonderfull day" (single), www.gogoyoko.com
- 2014: Ordstrøm, "Spol Tilbage" (single), Monkeymusic
- 2018 - : Diverse udgivelser med diverse kunstnere på eget label, PopGun Records.
- 2024: Min grundlov (single) med Susanne Ørum og Mikkel Smitt,  PopGun Records.